# Rădăcină pătrată

Rădăcina pătrată a lui x

În matematică, rădăcina pătrată a unui număr a este numărul y cu proprietatea că y2 = a. Cu alte cuvinte, un număr y al cărui pătrat (rezultatul înmulțirii numărului cu el însuși, sau y × y) este a.  De exemplu, 4 și −4 sunt rădăcinile pătrate ale lui 16 deoarece 42 = (−4)2 = 16.
Rădăcina pătrată dintr-un pătrat imperfect este un număr irațional algebric.
Se poate nota rădăcina pătrată (în general rădăcina de orice ordin) dintr-un număr ca o putere cu exponent rațional cu bază numărul respectiv.